# Safe (1995)
Safe (vaak geschreven als [safe] of [SAFE]) is een Amerikaanse dramafilm uit 1995 onder regie van Todd Haynes.

## Verhaal
In het jaar 1987 leidt de roodharige Carol White een onopmerkelijk bestaan in een welgestelde buurt in de San Fernando Valley. De jonge huisvrouw vermaakt zich met alledaagse activiteiten als tuinieren, kleding naar de stomerij brengen en aerobicslessen volgen. Het huwelijk met Greg en de band met haar stiefzoon Rory verlopen zonder veel tegenspoed, maar Carol’s leven heeft niet bepaald een flitsend karakter. Huishoudster Fulvia levert haar bijdrage aan de klussen in het huis, vriendinnen van de sportschool – onder wie Barbara en Anita – bieden haar welkome afleiding, maar ware vriendschap vindt ze enkel in de persoon van beste vriendin Linda.
Carol ontwikkelt steeds meer onvoorspelbare lichamelijke reacties, beginnend met persistente vermoeidheid, onbeheersbare hoestbuien door het inhaleren van uitlaatgassen en astmatische symptomen bij een babyshower. Na de bloedneus in Paula’s kapsalon, het overgeven voor Greg’s neus en de stuiptrekkingen in de stomerij weet Carol zich geen raad meer. Linda raadt haar een fruitdieet aan dat ze momenteel zelf volgt, maar dokter Hubbard adviseert zuivelproducten volledig te vermijden en veel proteïnen te nuttigen. De medicus zit met zijn handen in het haar en verwijst zijn patiënte uiteindelijk door naar een psychiater die meer weet van stressverschijnselen, maar die kan haar ook niet genezen.
Carol lijdt aan de aandoening Multiple Chemical Sensitivity (MCS), een medisch controversiële diagnose waarbij een persoon allergische reacties ontwikkelt tegen zichtbare en onzichtbare chemicaliën die zich in alledaagse huishoudelijke en industriële producten bevinden. Dokter Reynolds tracht in een allergeentest via neutralisatieprovocatie een lichamelijke reactie te forceren, waarbij de arts tot zijn verrassing ontdekt dat Carol tamelijk heftig reageert op melk. Het opwekken en afremmen van fysieke processen betekent niet dat dezelfde processen kunnen worden verdreven. Medici staan voor een onoplosbaar raadsel. Carol bezoekt met Greg een psychotherapeutische sessie waarin een videoboodschap en Becky’s promotietoespraak – evenmin als de bekentenissen van Sarah Pinter en Abigail Cartier Rousseau – het echtpaar niet meer inzicht kunnen bieden in de conditie van de vrouw met de vreemde ziekte.
De wanhoop nabij reageert Carol op een advertentie van Wrenwood, een soort newage-inrichting in de woestijn waar radeloze mensen kunnen verblijven om te herstellen van MCS en soortgelijke psychosomatische aandoeningen. Oprichter Peter Dunning en directrice Claire Fitzpatrick nodigen – met steun van assistente Susan – hun patiënten uit een persoonlijke oase te creëren die als veilige haven kan fungeren om zichzelf te ontladen – bevrijden van alle giftige stoffen – en stap voor stap weer op te laden middels een rotatiedieet of een dieet van zelden gebruikte voeding. De oudere patiënte Nell verliest haar man en Carol nestelt zich in de iglo die hij voordien voor zichzelf heeft gebouwd. Chris bereidt met Carol een geslaagde lasagne voor de groep en weet waardering te winnen bij de nieuwkomer. De afgedwaalde Lester banjert rond over het terrein zonder enig doel voor ogen. Gesprekken in groepsverband – met onder meer Joyce, Steve en Marilyn – brengen de rossige vrouw niet verder, maar een veilig thuis lijkt ze wel te hebben gevonden.

## Rolverdeling
| Acteur                | Personage                |
| --------------------- | ------------------------ |
| Julianne Moore        | Carol White              |
| Xander Berkeley       | Greg White               |
| Chauncey Leopardi     | Rory White               |
| Martha Velez          | Fulvia                   |
| Susan Norman          | Linda                    |
| Peter Friedman        | Peter Dunning            |
| Kate McGregor-Stewart | Claire Fitzpatrick       |
| April Grace           | Susan                    |
| Steven Gilborn        | dr. Hubbard              |
| John Apicella         | psychiater               |
| Peter Crombie         | dr. Reynolds             |
| Mary Carver           | Nell                     |
| James LeGros          | Chris                    |
| Rio Hackford          | Lester                   |
| Jessica Harper        | Joyce                    |
| Brandon Cruz          | Steve                    |
| Lorna Scott           | Marilyn                  |
| Ronnie Farer          | Barbara                  |
| Jodie Markell         | Anita                    |
| Janel Moloney         | Paula                    |
| Beth Grant            | Becky                    |
| Frank Dent            | videoverteller           |
| Sarah Scott Davis     | Sarah Pinter             |
| ?                     | Abigail Cartier Rousseau |
| Dana Anderson         | Lynn                     |
| Wendy Gayle           | moeder op babyshower     |
| Cassy Friel           | kind op babyshower       |
| Julie Burgess         | aerobicsinstructrice     |
| Saachiko              | stomerijmanager          |
| James Lyons           | taxichauffeur            |
| Wendy Haynes          | serveerster              |
| Eleanor Graham        | zangeres                 |
| Mitch Greenhill       | gitarist                 |